# Auf der Straße
Auf der Straße ist ein deutscher Spielfilm von Florian Baxmeyer aus dem Jahr 2015 mit Christiane Hörbiger in der Hauptrolle. Die Erstausstrahlung fand am 12. Oktober 2015 im Programm Das Erste statt.

## Handlung
Hanna Berger lebt mit ihrem Mann Walter zurückgezogen in einer Eigentumswohnung in Hamburg-Eimsbüttel. Als sie eines Tages nach Hause kommt, sitzt er bereits auf der Couch und trinkt ein Glas Wein. Er klagt über die schlecht laufenden Geschäfte seiner Weinhandlung, als er urplötzlich zusammenbricht und einen tödlichen Herzinfarkt erleidet. Hanna hinterlässt ihrer Tochter Elke, mit der sie seit vielen Jahren keinen Kontakt mehr hatte, lediglich eine Nachricht auf dem Anrufbeantworter. Elke erscheint auf der Beerdigung, weigert sich aber, mit der Mutter zu sprechen.
Kurz darauf muss Hanna feststellen, dass Walter ihr bereits seit einiger Zeit ihre finanzielle Situation verheimlicht hat. Er hat Rechnungen nicht mehr bezahlt, die Raten für den Kredit der Wohnung nicht mehr bedient und kurz vor seinem Tod einen neuen Kredit zu stark erhöhten Zinsen aufgenommen. Ihre Hausbank eröffnet ihr, dass die Wohnung in Kürze zwangsversteigert werden soll, da sie von ihrer kleinen Rente die Schulden nicht abtragen kann. Sowohl die Bank als auch ihre Freundin Gabriele raten ihr, zum Sozialamt zu gehen. Doch ihr Stolz ist zu groß und so strandet sie mit wenigen Habseligkeiten in einer Obdachlosenunterkunft, nachdem die Wohnung geräumt wurde. Auch dort regt eine Betreuerin an, das Sozialamt aufzusuchen.
Schließlich wird Hanna dort vorstellig und erfährt, was sie bereits ahnte: Wenn sie Sozialleistungen erhält, wird ihre Tochter vom Amt angesprochen und unter Umständen zur Unterstützung herangezogen. Das möchte Hanna aber auf jeden Fall verhindern. So beginnt ihr Leben auf der Straße – und die Bekanntschaft zu Mecki. Die junge Frau ist seit vielen Jahren obdachlos, nachdem sie sich mit ihrer Mutter zerstritten hat. Hanna lernt das raue Leben kennen: Sie ernährt sich von Essensresten, schläft unter einer Brücke oder streitet sich mit einem anderen Obdachlosen um eine Pfandflasche. Ihre Bemühungen, Arbeit zu finden, sind zum Scheitern verurteilt. Ohne einen festen Wohnsitz möchte sie niemand anstellen.
Elke ist unterdessen unruhig geworden. Der Tod ihres Vaters hat bei ihr zu einer „emotionalen Achterbahnfahrt“ geführt. Sie gerät in einen Streit mit ihrem Freund Lars, mit dem sie erfolgreich ein Restaurant führt. Sie hatte ihm zu Beginn ihrer Beziehung gesagt, dass ihre Eltern bereits tot seien. Und auch ihre Tochter weiß nichts von der Existenz der Großmutter. Elke fährt zur ehemaligen Wohnung ihrer Mutter und erfährt von einer Nachbarin, dass diese ausziehen musste. Sie macht sich auf die Suche nach ihrer Mutter und findet sie zusammen mit Mecki und anderen Obdachlosen auf der Straße. Elke bietet Hanna an, sie vorübergehend in ihrer Wohnung aufzunehmen, doch Hanna ist zu stolz und lehnt ab. Daraufhin kommt es zum Streit mit Mecki, die sich Hannas Haltung nicht erklären kann. Als Hanna in der darauf folgenden Nacht überfallen wird und sie das Leben auf der Straße kaum noch ertragen kann, geht sie schließlich doch zu Elke und wird von ihr aufgenommen. Zwischen den beiden Frauen kommt es jedoch bald zum Streit: Elke fühlte sich von ihrer Mutter nie geliebt. Als sie mit 18 Jahren ein Kind erwartete, drängte Hanna sie zu einer Abtreibung. Doch dazu kam es nicht – Elke erlitt eine Fehlgeburt und brach daraufhin den Kontakt zu ihrer Mutter vollständig ab. Hanna hingegen wollte ihre Tochter schützen, denn sie wurde ebenfalls viel zu früh – mit ihr – schwanger. Da Hannas Eltern tot waren und sie keine Unterstützung erwarten konnte, fühlte sie sich völlig überfordert und hatte bis zu dem Bruch mit ihrer Tochter ständig das Gefühl, keine gute Mutter zu sein. Hanna verlässt kurzerhand die Wohnung. Lars ist außer sich und es kommt zu einem Streit mit Elke. Lars wirft Elke vor, bereits ihren Vater vernachlässigt zu haben. Er sieht die Gefahr, dass sie nun auch ihre Mutter und die Großmutter ihrer gemeinsamen Tochter verliert.
Hanna ist zutiefst enttäuscht. Sie nimmt eine Überdosis Beruhigungstabletten und will sich gerade von einer Brücke stürzen, als Mecki sie im letzten Moment findet. Sie kommt im Krankenhaus wieder zu sich und versöhnt sich mit Elke. Gemeinsam besorgen sie Hanna daraufhin eine kleine Wohnung am Stadtrand von Hamburg.

## Kritiken
Heike Huperts von der FAZ lobt die gute schauspielerische Leistung. Die Themen Altersarmut und Obdachlosigkeit werden „durchaus ernst“ dargestellt. Jedoch stört sie sich an der „obligaten Mutter-Tochter-Geschichte“, die dem Film „gleichsam den Schrecken“ nimmt. Joseph von Westphalen von der Süddeutschen Zeitung bemängelt, dass dem Film der Mut fehle, trostlos aufzuhören. Dennoch begrüßt er, dass das Ende „wenigstens nicht happy, sondern hellgrau“ sei. Hörbiger spiele die Obdachlose dabei „mit einer fast besessenen Inbrunst“.